# Железнодорожная линия Бологое — Рыбинск
Бологое—Сонково—Рыбинск — ширококолейная железнодорожная линия протяжённостью 298 километров, построенная в 1870 году обществом Рыбинско-Бологовской железной дороги. Соединяет железнодорожный узел Бологое на главном ходу Октябрьской железной дороги с речным портом Рыбинском. Проходит по территории Тверской и Ярославской областей, относится к Октябрьской и Северной железным дорогам. Пересекается с Савёловским железнодорожным радиусом на станции Сонково, образуя железнодорожный узел.

## История
Предпосылки для строительства железнодорожной линии возникли во второй половине XIX века; после открытия в 1851 году железнодорожной линии Санкт-Петербург — Москва на территории Центральной России началось строительство железных дорог. При этом район Верхней Волги был слабо охвачен железнодорожным транспортом, в то время как Рыбинск фактически являлся последней (верхней) точкой движения барж по Волге; выше Рыбинска Волга была несудоходна для крупных речных судов, и груз приходилось переваливать с барж на обладавшие малой скоростью и грузоподъёмностью плоскодонки для дальнейшего сплава вверх по Волге. В 1868 году рассматривались 4 варианта строительства железной дороги, связывающей Петербург с Рыбинском: напрямую, через Бологое — Бежецк, через Осеченку — Бежецк и через Тверь — Бежецк.
Для строительства новой линии в 1869 году было создано акционерное «Общество Рыбинско-Бологовской железной дороги» (впоследствии — «Общество Московско-Виндаво-Рыбинской железной дороги»), и в 1870 г. этой компанией была построена и сдана в эксплуатацию 298-километровая линия, которая прошла через город Бежецк. На станции Савелино (ныне — Сонково) было построено паровозное депо, а для снабжения паровозов водой сооружены водонапорные башни на станциях Рыбинск, Волга, Родионово, Савелино, Викторово, Максатиха, Брусово, Удомля, Мста. Рабочее движение поездов началось в мае 1870 года, а 12 июня линия в составе 12 станций, 167 мостов и 191 переезда была принята государственной комиссией.